# Anne-Sophie Pelletier
Anne-Sophie Pelletier (ur. 5 lutego 1976 w Besançon) – francuska polityk i działaczka związkowa, posłanka do Parlamentu Europejskiego IX kadencji.

## Życiorys
Kształciła się w szkole artystycznej w Aubusson, pracowała w branży hotelarskiej. Zdała później egzaminy zawodowe, podejmując pracę jako pomoc medyczna i psychologiczna w domu seniora. Zaangażowała się również w działalność związkową. Zyskała rozpoznawalność w 2017 jako rzeczniczka pracowników domu seniora EHPAD Les Opalines w Foucherans. Przeprowadzili oni wówczas trwający 117 dni jeden z najdłuższych strajków we Francji, domagając się wyższych płac i protestując przeciwko warunkom pracy.
W 2018 Anne-Sophie Pelletier została kandydatką Niepokornej Francji w wyborach europejskich zaplanowanych na maj 2019, w wyniku tego głosowania uzyskała mandat eurodeputowanej IX kadencji.